# EXPO科学公园

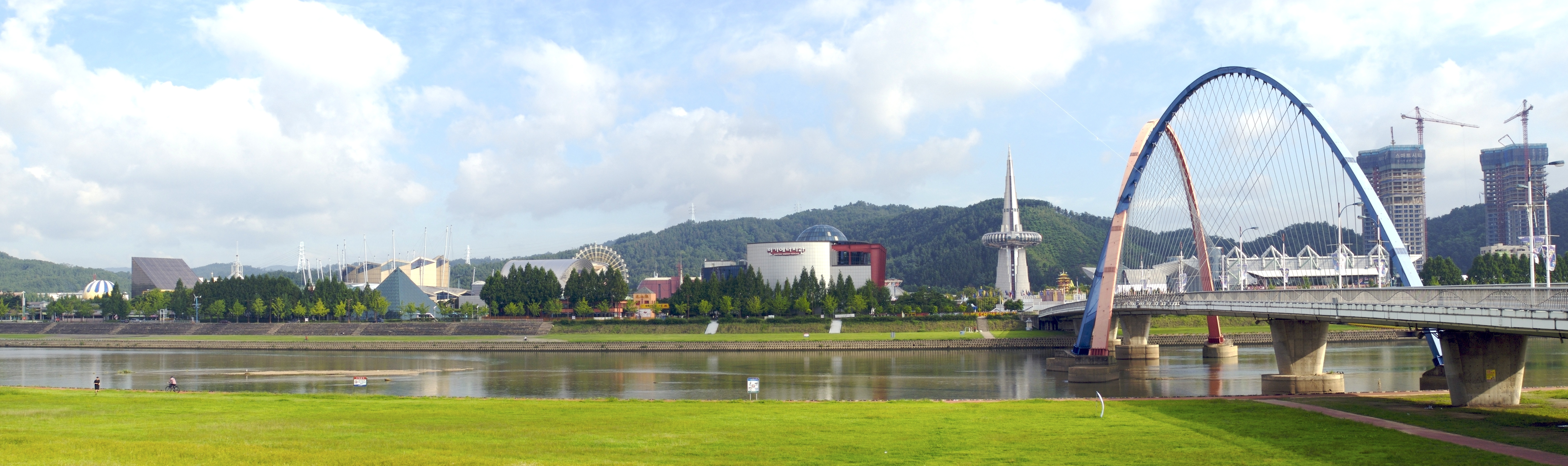
2007年的EXPO科学公园

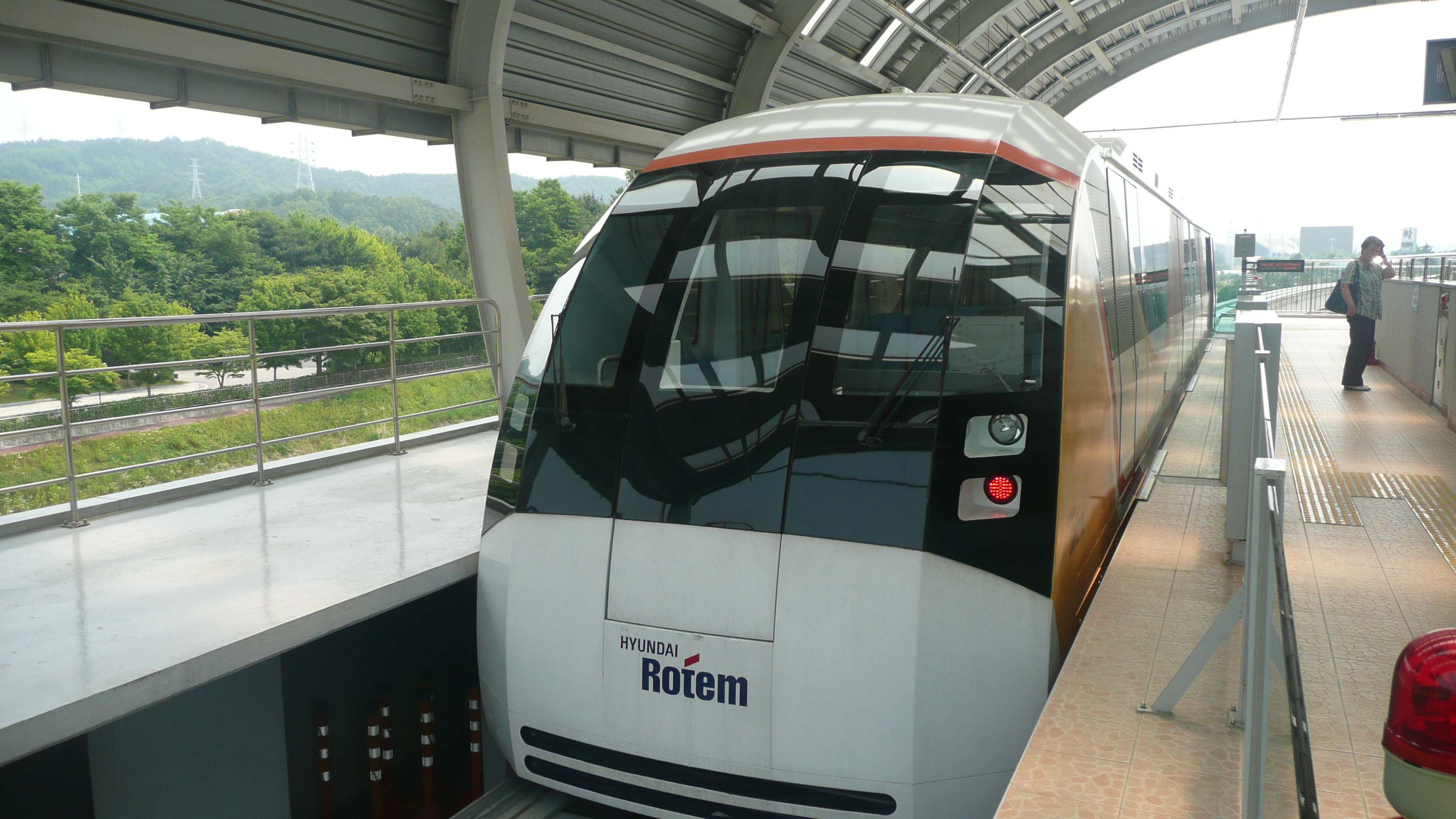
磁悬浮UTM-02

EXPO科学公园（韓語：엑스포과학공원）是一个位于韩国大田儒城区的科学园区，它是为举办1993年大田世界博览会而建造的。公园内现有国立中央科学馆、地球馆、游乐场和观光塔等设施。大多数博览会时的建筑物已被拆除。
2018年，该公园已成为基础科学研究所（IBS）的总部建筑群。

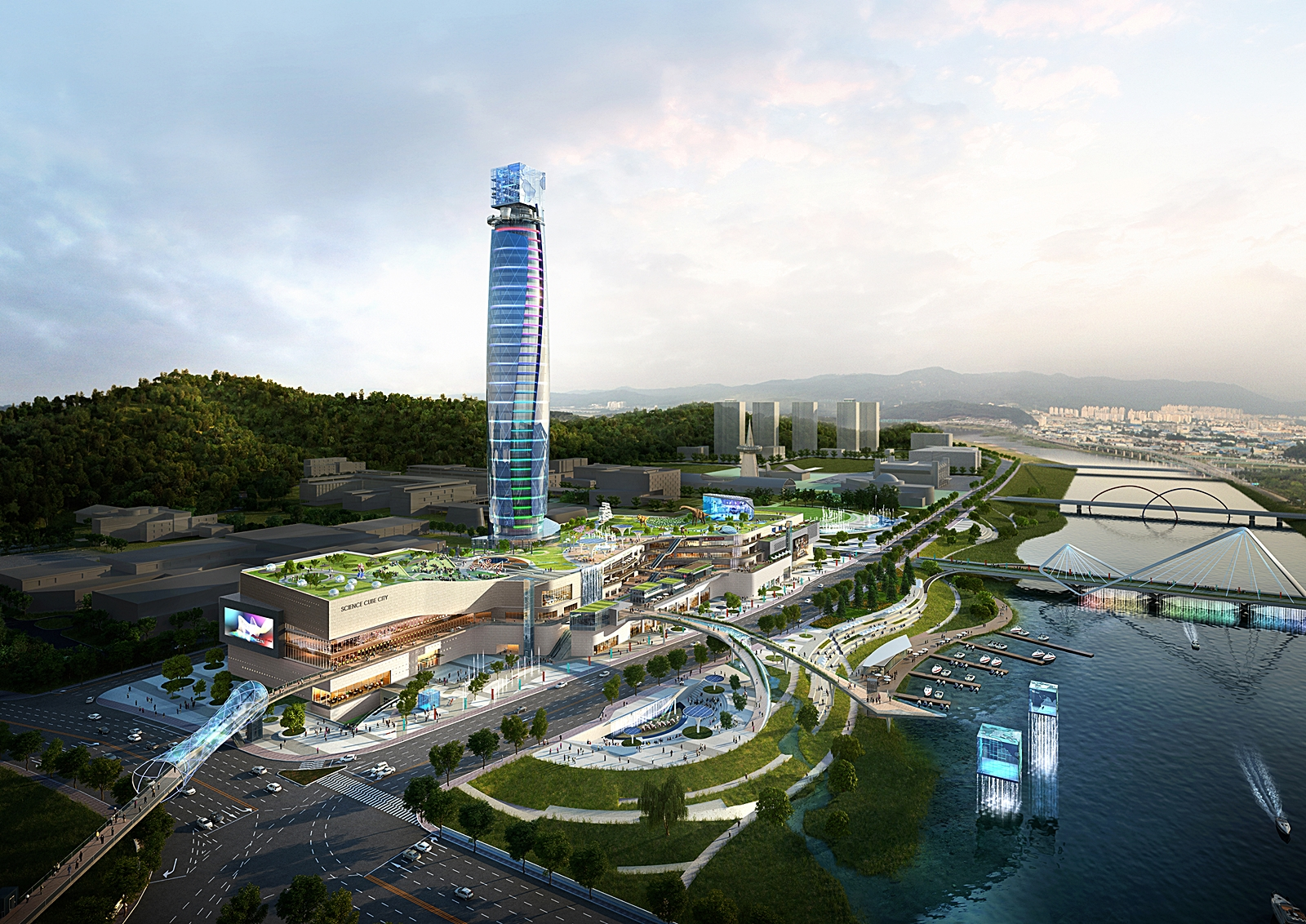
大田科学建筑群的鸟瞰图